# Anthony R. Hunter
Anthony Rex Hunter (né le 23 août 1943) est un biologiste anglo-américain qui est professeur de biologie au Salk Institute for Biological Studies et à l'Université de Californie à San Diego. Ses publications de recherche mentionnent son nom comme Tony Hunter .

## Jeunesse et éducation
Hunter est né en 1943 au Royaume-Uni et fait ses études à la Felsted School, avant le Christ's College de Cambridge, où il obtient un doctorat en 1969 pour ses recherches sur la synthèse des protéines.

## Carrière et recherche
Après son doctorat, Hunter est boursier au Christ's College, Cambridge, (1968–1971) et (1973–1975). De 1971 à 1973, il est associé de recherche postdoctoral au Salk Institute for Biological Studies à La Jolla, en Californie. Il est ensuite professeur adjoint de 1975 à 1978, professeur agrégé de 1978 à 1982, professeur à partir de 1982 et depuis 2008 directeur du Salk Institute Cancer Center . Il siège également au comité de sélection pour les sciences de la vie et la médecine qui choisit les lauréats du prix Shaw.
Hunter est l'un des leaders les plus reconnus dans le domaine du contrôle de la croissance cellulaire, des récepteurs des facteurs de croissance et de leurs voies de transduction du signal. Il est bien connu pour avoir découvert que la phosphorylation de la tyrosine est un mécanisme fondamental pour la transduction du signal transmembranaire en réponse à la stimulation du facteur de croissance et que la dérégulation de cette phosphorylation de la tyrosine, par des protéines tyrosine kinases oncogènes activées  est un mécanisme essentiel utilisé dans la maladie maligne pour la transformation des cellules. Ses travaux sont importants dans les voies de signalisation et leurs troubles.

## Récompenses
Il remporte le prix Wolf de médecine en 2005 pour "la découverte de protéines kinases qui phosphorylent les résidus de tyrosine dans les protéines, essentielles pour la régulation d'une grande variété d'événements cellulaires, notamment la transformation maligne" . Il reçoit, avec Charles Sawyers et Joseph Schlessinger (en), le prix Frontiers of Knowledge 2014 de la Fondation BBVA dans la catégorie Biomédecine pour avoir « tracé la voie qui a conduit au développement d'une nouvelle classe de médicaments anticancéreux efficaces ».
En 1987, il devient membre de la Royal Society (FRS) . En 1994, il reçoit le Prix Charles S. Mott de la General Motors Cancer Research Foundation et le Prix international de la Fondation Gairdner.
En 1998, il devient membre de l'Académie nationale des sciences des États-Unis 
Il reçoit le Prix de médecine de l'université Keiō en 2001 , le Prix Louisa Gross Horwitz de l'Université Columbia en 2004 , le Prix Wolf de médecine en 2005, le prix Pasarow 2006 pour la recherche sur le cancer , la Médaille royale en 2014, le Prix Sjöberg 2017 pour la recherche sur le cancer .